# Madonna della gatta
La Madonna della gatta è un dipinto eseguito da Giulio Romano tra il 1522 e il 1523 e conservato nel Museo Nazionale di Capodimonte a Napoli.

## Storia
La tavola ha preso il nome di "Madonna della gatta" per la presenza nel quadro della rappresentazione in primo piano di un gatto domestico ai piedi dei personaggi. Tale particolare è ricordato anche da Vasari («tanto naturale che pareva vivissima; onde fu quel quadro chiamato il quadro della gatta») che vide il dipinto nel 1566 a Mantova. Prima di allora non ci sono notizie sulla tavola o sulla sua datazione, comunque riferibile al 1521-1524.
Il dipinto era stato probabilmente eseguito per Federico Gonzaga quando l'artista era ancora a Roma e dovette far parte per qualche tempo della collezione Gonzaga. Nel tardo Cinquecento risulta nella raccolta della nobildonna parmense Barbara Sanseverino; da qui è pervenuta ai Farnese nel 1612 in seguito alle confische operate ai danni dei nobili locali. Una volta entrata a far parte della collezione Farnese l'opera è poi confluita nelle raccolte ereditate da Carlo di Borbone intorno al 1737 e pertanto spostata a Napoli nella reggia di Capodimonte.

## Descrizione e stile
Nel dipinto, secondo uno schema piramidale tipico di Raffaello e di Leonardo, sono rappresentati la Madonna con Bambino affiancati da Sant'Anna e da San Giovannino. Il Bambino siede a cavalcioni sulla gamba della madre mentre si protende verso San Giovanni vestito con un mantello di peli di cammello legato con una cinghia alla vita. Ai loro piedi, in primo piano, è situata la culla di legno decorata con un fregio classico raffigurante una divinità alata; su di essa è abbandonato di traverso il bastone di canna su cui è arrotolato il cartiglio del Battista «ECCE AGNUS DEI». Sul fondo, in una prospettiva di ambienti in sequenza, compare la figura in lontananza di San Giuseppe.
Il riferimento iconografico e compositivo più evidente è la Madonna della perla di Raffaello. Tuttavia  completamente diversa dal maestro è la stesura pittorica, lontana dalle morbidezze dell'urbinate ed anche dallo sfumato leonardesco. La luce del dipinto, fredda e nitida, crea un chiaroscuro netto e drammatico.